# Fonts del Vall
Els Fonts del Vall són una font de Berga protegida com a Bé Cultural d'Interès Local.

## Descripció
Fonts públiques situades al bell mig del passeig del vall. Són dues fonts justaposades, turriformes, fetes de maó deixat a la vista amb algunes zones rebaixades i decorades amb rajoles blanques i blaves. A la zona baixa s'eixampla per fer-ho servir com a banc a tres costats, i al restant hi ha el sortidor. Remata la font una esfera de pedra.

## Història
L'obra de les fonts del vall fou inaugurada el 1930. S'iniciaren el 1925 de manera conjunta, alhora també que la urbanització del passeig, conegut també com a passeig de la indústria.